# 시엘 뮤직
시엘 뮤직(Ciel Music)은 대한민국의 시엘 소프트가 2017년 발표한 음악 스트리밍 서비스이다. 당초 시엘 소프트의 계획은 자사 음악 재생 플랫폼 들리다와 연계하여 서비스할 계획이었으나, 시엘 뮤직 서비스가 확대되면서 들리다의 서비스를 종료하고 시엘 뮤직 단독 체제로 전환되었다. 유튜브의 API를 이용하여 고객에게 무료로 음원을 들을 수 있게 하여 선풍적인 인기를 끌고 있다. 현재 대한민국 내에서만 서비스 되고 있으며, 시엘 소프트 강희원 대표는, “서비스가 우리의 요구치에 완전히 부합된다고 생각할 때 글로벌 시장을 상대로 본격적으로 마케팅 전략을 펼칠 예정”이라고 밝힌 바 있다.

## 특징

### 가격
가격은 무료로 책정되며, 시엘 소프트는 시엘 뮤직 서비스로 얻는 수익은 없으며, 비영리로 운영된다고 밝혔다.